# Сусітна-Норт (Аляска)
Сусітна-Норт (англ. Susitna North) — переписна місцевість (CDP) в США, в окрузі Матануска-Сусітна штату Аляска. Населення — 1564 особи (2020).

## Географія
Сусітна-Норт розташована за координатами 62°9′8″ пн. ш. 149°44′4″ зх. д. / 62.15222° пн. ш. 149.73444° зх. д. (62.152256, -149.734371).  За даними Бюро перепису населення США в 2010 році переписна місцевість мала площу 717,95 км², з яких 714,20 км² — суходіл та 3,75 км² — водойми.

## Демографія
Згідно з переписом 2010 року, у переписній місцевості мешкало 1260 осіб у 570 домогосподарствах у складі 336 родин. Густота населення становила 2 особи/км².  Було 1403 помешкання (2/км²).
Расовий склад населення:
| - 87,5 % — білих - 5,3 % — корінних американців - 0,7 % — азіатів - 0,3 % — чорних або афроамериканців |

До двох чи більше рас належало 5,3 %. Частка іспаномовних становила 2,7 % від усіх жителів.
За віковим діапазоном населення розподілялося таким чином: 20,7 % — особи молодші 18 років, 67,2 % — особи у віці 18—64 років, 12,1 % — особи у віці 65 років та старші. Медіана віку мешканця становила 46,3 року. На 100 осіб жіночої статі у переписній місцевості припадало 117,6 чоловіків;  на 100 жінок у віці від 18 років та старших — 123,5 чоловіків також старших 18 років.
Середній дохід на одне домашнє господарство  становив 61 379 доларів США (медіана — 50 536), а середній дохід на одну сім'ю — 78 452 долари (медіана — 73 289). За межею бідності перебувало 14,3 % осіб, у тому числі 9,6 % дітей у віці до 18 років та 0,0 % осіб у віці 65 років та старших.
Цивільне працевлаштоване населення становило 552 особи. Основні галузі зайнятості: освіта, охорона здоров'я та соціальна допомога — 26,8 %, будівництво — 15,8 %, мистецтво, розваги та відпочинок — 14,7 %.